# Перевозчіков Артем Миколайович
Артем Миколайович Перевозчіков (нар. 21 жовтня 1980, Чернігів, УРСР) — український футболіст, захисник.

## Життєпис
Влітку 1999 року приєднався до «Десни». У футболці чернігівського клубу дебютував 8 серпня 1999 року в програному (0:4) виїзному поєдинку 2-го туру групи В Другої ліги України проти кременчуцького «Кременя». Артем вийшов на поле на 71-й хвилині, замінивши Вадима Данилевського. Першим голом у складі «Десни» відзначився 27 жовтня 2002 року на 90-й хвилині переможного (4:0) виїзному поєдинку 13-го туру групи В Другої ліги України проти маріупольського «Металурга-2». Перевозчиков вийшов на поле на 60-й хвилині, замінивши Олександра Савенчука. 1 листопада 2002 року провів свій єдиний матч за золочівський «Сокіл» у Першій лізі України, проти «Явора» (1:0). Проте вже наступного дня повернувся в «Десну». До завершення сезону 2004/05 років у чемпіонатах України зіграв 92 матчі (11 голів), ще 3 поєдинки провів у кубку України. З середини липня до початку серпня 2005 року виступав за «Полісся» (Добрянка) в аматорському чемпіонаті України. Після цього повернувся в «Десну», де виступав до завершення першої половини сезону 2005/06 років (11 матчів у Другій лізі та 1 — у кубку України).
Під час зимової перерви сезону 2005/06 років перебрався в «Спартак». У футболці сумського колективу дебютував 18 березня 2006 року в анульованому матчі 19-го туру Першої ліги України проти львівських «Карпат». Артем вийшов на поле на 65-й хвилині, замінивши Івана Олексієнка. У другій половині сезону 2005/06 років зіграв 9 матчів у Першій лізі України. У наступному сезоні не виступав. Наприкінці липня 2007 року підписав контракт з «Гірника-Спорту». У футболці комсомольського клубу дебютував 25 липня 2007 року в програному (0:3) виїзному поєдинку 1-го туру групи Б Другої ліги України проти криворізького «Гірника». Перевозчиков вийшов на поле на 29-й хвилині замість Євгенія Сливи, а на 71-й хвилині його замінив Сергій Кравченко. Наприкінці липня 2007 року провів 2 поєдинки в Другій лізі України. З кінця липня по середину серпня 2008 року знову грав за «Полісся» (Добрянка) в аматорському чемпіонаті України.
У середині липня 2008 року виїхав до Чорногорії, де грав за один з нижчолігових клубів країни. Перебував у команді до початку травня 2011 року (з перервою в травні 2010 року, коли захищав кольори «Будівел-Енергії» (Ріпки) в чемпіонаті Чернігівської області). На початку травня 2011 року остаточно повернувся до України, де виступав в обласних чемпіонатах та аматорському чемпіонаті України за «Авангард» (Корюківка), «Будівел-Енергію» (Ріпки), «Кобру-2000» (Чернігів), ЛТК (Чернігів), «Фрунзівець» (Ніжин), «Агродім» (Бахмач) та «Єдність» (Плиски).

## Досягнення
«Фрунзівець» (Ніжин)
- Чемпіонат Чернігівської області
  -  Чемпіон (1): 2016

- Кубок Чернігівської області
  -  Володар (1): 2016

«Авангард» (Корюківка)
- Чемпіонат Чернігівської області
  -  Чемпіон (1): 2012

«Десна» (Чернігів)
- Друга ліга України
  -  Чемпіон (1): 2005/06